# Hermanni Pihlajamäki
Herman Matinpoika "Hermanni" Pihlajamäki (11. listopadu 1903, Nurmo – 4. června 1982, Ähtäri) byl finský zápasník.
V roce 1932 na olympijských hrách v Los Angeles vybojoval zlatou medaili v pérové váze. O čtyři roky později na hrách v Berlíně vybojoval bronz v lehké váze.
V roce 1931 vybojoval titul mistra Evropy ve volném stylu, v roce 1935 titul vicemistra v obou stylech.
Zápasu se věnoval také jeho bratranec Kustaa Pihlajamäki.